# Dichagyris melanura
Dichagyris melanura is een vlinder uit de familie uilen (Noctuidae). De wetenschappelijke naam is voor het eerst geldig gepubliceerd in 1846 door Kollar.
De soort komt voor in Europa.